# Too Phat
Too Phat is een Maleisisch rapduo bestaande uit Malique en Joe Flizzow. Ze zijn bekend geworden met hun veelal in het Engels geschreven teksten, dikwijls vergezeld van muziek en beats met een Maleisische of Aziatische inslag. Hierdoor hebben ze ook over de grens naam gemaakt, vooral in Azië.

## Geschiedenis
Too Phat werd in 1990 gevormd door Malique "Que Chill" Ibrahim en Johan "Joe Flizzow" Ishak. In 1999 brachten ze hun eerste officiële album Whuttadilly uit, op het label Positive Tone. Het album was een succes.

## Plan B
Hun tweede album, Plan B, met daarop onder andere de nummers Anak Ayam ('kuikens') en Just A Friend, werd eveneens een groot commercieel succes, met een verkoop van meer dan 45.000 exemplaren. Langzaamaan voegden meer Maleisische hiphopartiesten zich bij hen onder de noemer 'Phat Family'.

## 360°
In 2003 bracht Too Phat hun derde album uit, 360°, waarop ze samenwerkten met rappers van uiteenlopende achtergronden. Grootste hit van het album was de Engelstalige titeltrack. Het succes van 360° overtrof dat van Plan B, en er werd een Platina-editie uitgebracht met daarop extra nummers.
Na het uitbrengen van het compilatiealbum The Classics (2004), ontstond er onzekerheid over de toekomst van Too Phat, en deden er geruchten de ronde dat Malique en Joe met elkaar gebroken hadden om een rustpauze te nemen. Toen het nieuwe lied Last Song van het compilatiealbum door de radiozenders werd gedraaid, leek het einde van Too Phat als duo een feit.

### Rebirth Into Reality
Op de geruchten kwam een antwoord toen Too Phat weer bij elkaar kwam en een eigen label oprichtte, Kartel genaamd, vanwaaruit ze een nieuw album lanceerden, Rebirth Into Reality. Ondertussen speelde EMI nog een grote rol in het distribueren van het album. Ook op dit album staan samenwerkingen met hiphopartiesten uit geheel Oost-Azië, onder andere Machi uit Taiwan, maar ook zangeressen als de Maleisische Siti Nurhaliza en de Indonesische Inul Daratista.

## Discografie

### Albums
- Whuttadilly (1999)
- Plan B (2001)
- 360° (2003)
- Too Phat: the Classics (2004), verzamelalbum)
- Rebirth Into Reality (2005)